# Claire Uke
Claire Uke (* 31. Dezember 1992) ist eine ehemalige nigerianische Leichtathletin, die im Kugelstoßen sowie im Diskuswurf an den Start ging. Ihren größten Erfolg feierte sie mit dem Gewinn der Goldmedaille im Diskuswurf bei den Afrikaspielen 2015 in Brazzaville.

## Sportliche Laufbahn
Claire Uke wuchs im texanischen Cedar Hill in den Vereinigten Staaten auf und absolvierte ein Studium an der Rice University. Ihren einzigen internationalen Einsatz hatte sie im Jahr 2015, als sie bei den Afrikaspielen in Brazzaville mit einer Weite von 54,25 m die Goldmedaille im Diskuswurf gewann und sich im Kugelstoßen mit 16,64 m die Silbermedaille hinter der Kamerunerin Auriol Dongmo gewann. Im Jahr darauf beendete sie ihre aktive sportliche Karriere im Alter von 24 Jahren.
2015 wurde Uke nigerianische Meisterin im Kugelstoßen und im Diskuswurf.

## Persönliche Bestleistungen
- Kugelstoßen: 17,95 m, 26. Februar 2015 in Birmingham
- Diskuswurf: 54,25 m, 16. September 2015 in Brazzaville